# Flávio Conceição
Flávio da Conceição, mais popularmente conhecido como Flávio Conceição (Santa Maria da Serra, 12 de junho de 1974) é um ex-futebolista brasileiro que atuava como meio-campista.

## Carreira

### Rio Branco
Começou no Rio Branco de Americana, onde chamou a atenção dos dirigentes do Palmeiras. O técnico Wanderley Luxemburgo que dirigia a equipe do Sociedade Esportiva Palmeiras, observou que o jogador possuía um bom passe e poder de marcação, além do chute forte. 

### Palmeiras
Flávio estreou no Palmeiras no Torneio Rio-São Paulo de 1993, se sagrando campeão. No mesmo ano, Conceição fez parte do time Campeão Brasileiro, sendo reserva de Mazinho e César Sampaio. Em 1994 Flávio foi ganhando espaço e com a ida de Mazinho para o Celta de Vigo, ele assumiu a camisa 8, marcando alguns gols.

### Futebol espanhol
Em 1996 teve participação nas Olimpíadas de Atlanta e em 1997, foi vendido para o Deportivo La Coruña. No futebol europeu, Flavio Conceição ainda passou por Real Madrid (2000 a 2003) 
E nos clubes Borussia Dortmund (2003 a 2004) Galatasaray (2004 a 2005) e Panathinaikos (2005 a 2006).

## Seleção
Foi convocado para a Copa do Mundo de 1998 para ser reserva tanto de Dunga e César Sampaio no meio campo, quanto de Cafu na lateral direita. Foi cortado, no entanto, devido a uma contusão, sendo substituído pelo lateral Zé Carlos.

## Dirigente
Desde o início de 2009, ele é proprietário do Nova Odessa Atlético Clube, localizado na cidade de mesmo nome e vizinha de Americana.

## Títulos
Palmeiras
- Torneio Rio–São Paulo: 1993
- Campeonato Brasileiro: 1993, 1994
- Campeonato Paulista: 1994,[3] 1996[4]

Deportivo La Coruña
- Troféu Teresa Herrera: 1998
- Campeonato Espanhol: 1999-00

Real Madrid
- Campeonato Espanhol: 2000-01, 2002-03
- Copa da Cidade de Alicante (Espanha): 2000, 2001
- Liga dos Campeões da Europa: 2001-02[5]
- Supercopa da Europa: 2002
- Copa Intercontinental: 2002

Galatasaray
- Copa da Turquia: 2004-05

Seleção Brasileira
- Copa América: 1997, 1999
- Copa das Confederações FIFA: 1997